# Gustave Dellisse
Pour les articles homonymes, voir Dellisse.
Gustave Dellisse est un homme politique français né le 31 mars 1840 à Béthune (Pas-de-Calais) et décédé le 17 février 1894 à Béthune.
Industriel, conseiller général du canton de Béthune, il est député du Pas-de-Calais de 1885 à 1889, siégeant à droite. Il est également président du conseil d'administration des mines de Meuschies, en 1891.

## Sources
- « Gustave Dellisse », dans Adolphe Robert et Gaston Cougny, Dictionnaire des parlementaires français, Edgar Bourloton, 1889-1891 [détail de l’édition]
- « Gustave Dellisse », dans le Dictionnaire des parlementaires français (1889-1940), sous la direction de Jean Jolly, PUF, 1960 [détail de l’édition]
- Ressource relative à la vie publique :   - Base Sycomore